# Estelle Nze Minko
Estelle Véronique Nze Minko (ur. 11 sierpnia 1991 r. w Saint-Sébastien-sur-Loire) – francuska piłkarka ręczna pochodzenia gabońskiego, reprezentantka kraju, zawodniczka węgierskiego klubu Siófok KC, występująca na pozycji środkowej rozgrywającej.
W 2016 roku zdobyła srebrny medal na rozegranych w Rio de Janeiro igrzyskach olimpijskich, przegrywając w finale z reprezentacją Rosji. W grudniu tego samego roku po zwycięstwie w meczu o trzecie miejsce z reprezentacją Danii zdobyła brązowy medal mistrzostw Europy w Szwecji. Rok na mistrzostwach świata w Niemczech została mistrzynią świata, wygrywając w finale z reprezentacją Norwegii. W 2018 roku podczas mistrzostw Europy we Francji zdobyła złoty medal, rewanżując się za olimpijską porażkę przeciwko Rosji.

## Sukcesy reprezentacyjne
- Igrzyska olimpijskie:
  -  2016
- Mistrzostwa świata:
  -  2017
- Mistrzostwa Europy:
  -  2018
  -  2020
  -  2016

## Sukcesy klubowe
- Puchar Challenge:
  -  2010-2011 (Union Mios Biganos-Bègles Handball)
- Mistrzostwa Francji:
  -  2015-2016 (Fleury Loiret Handball)

## Odznaczenia
- Chevalier Orderu Legii Honorowej – 2021[3]
- Chevalier Orderu Narodowego Zasługi – 2016[4]